# À contrecœur
À contrecœur (My Silent Partner) est un téléfilm canadien réalisé par Ron Oliver, et diffusé aux États-Unis le 25 septembre 2006 sur Lifetime.

## Fiche technique
- Titre original : My Silent Partner
- Réalisation : Ron Oliver
- Scénario : Michael Gleason
- Photographie : George Campbell
- Musique : Michael Richard Plowman (en)
- Société de production : Shavick Entertainment
- Durée : 87 minutes
- Pays :  Canada

## Distribution
- Joanna Going : Phyllis Webber
- Greg Evigan : Steven Weber
- Tim Conlon (en) : Billy Sullivan
- Nelson Wong : Jeffrey Wong
- Josh Hayden : Sean Webber
- Ingrid Tesch : Docteur Margaret Nathanson
- Peter Bryant : Dietrich
- Benjamin Ayres (en) : Arthur Bannister
- Michael Kopsa (en) : Ring
- French Tickner (en) : Ira J. Grossman